# Dead to the World (film, 1961)
Pour les articles homonymes, voir Dead to the World (homonymie).

Dead to the World est un film américain réalisé par Nicholas Webster en 1961.

## Fiche technique
- Titre : Dead to the World
- Réalisation : Nicholas Webster
- Scénario : John Roeburt et Edward S. Aarons d'après son roman State Department Murders
- Musique : Charlie Byrd
- Production : F. William Hart et Harold A. Keats
- Film en noir et blanc
- Durée : 87 minutes

## Distribution
- Reedy Talton : Barney Cornell
- Jana Pearce : Laura
- Ford Rainey : Congressman Keach
- Casey Peyson : Karen Stone
- John McLiam : Goody
- John Dorman : Hannigan
- Joel Thomas : Paul Evarts
- Joseph Julian : Kelly
- Leon B. Stevens : Jason Stone
- Philip Kenneally : Sam Hand
- Len Doyle : De Luca
- Maggie O'Neill : Helga
- Michael Gorrin : Milo Crespi